# Grindavíkurvöllur
Grindavíkurvöllur – stadion piłkarski w Grindavíku, w Islandii. Obiekt może pomieścić 1750 widzów. Swoje spotkania rozgrywają na nim piłkarze klubu UMF Grindavík.